# Iglica pospolita
Iglica pospolita (Erodium cicutarium (L.) L`Her.) – gatunek rośliny z rodziny bodziszkowatych (Geraniaceae). Nazwy zwyczajowe: bociani nosek, bociany, dziębrenosek, bekasek szaleniowy, bociani dziób.

## Zasięg geograficzny
Gatunek kosmopolityczny, poza Antarktydą występujący na wszystkich kontynentach oraz na licznych wyspach. W Polsce jest dość pospolity, występuje na obszarze całego kraju, zarówno na niżu, jak i w niższych położeniach górskich. Status gatunku we florze Polski: archeofit.

## Morfologia

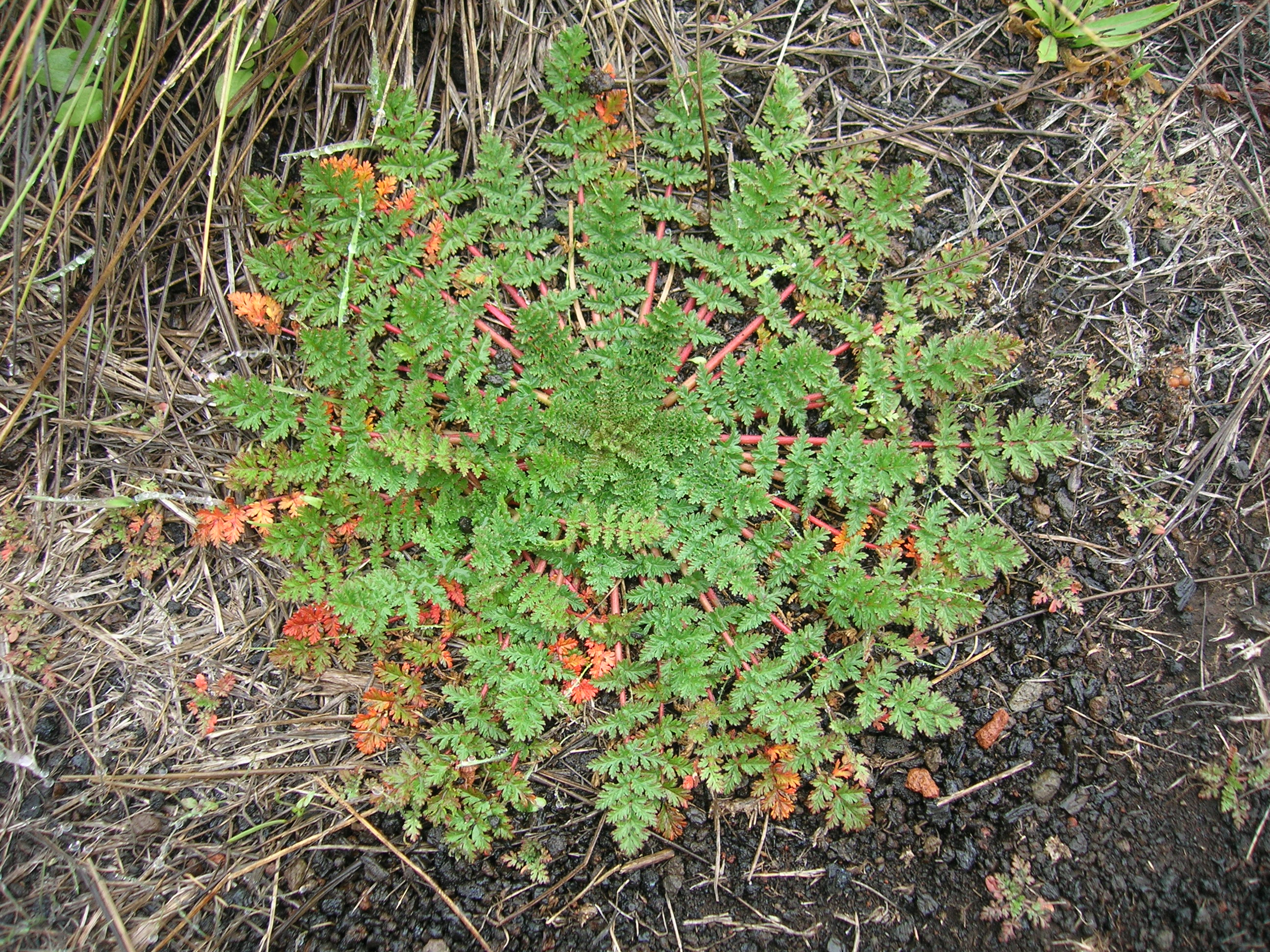
Liście

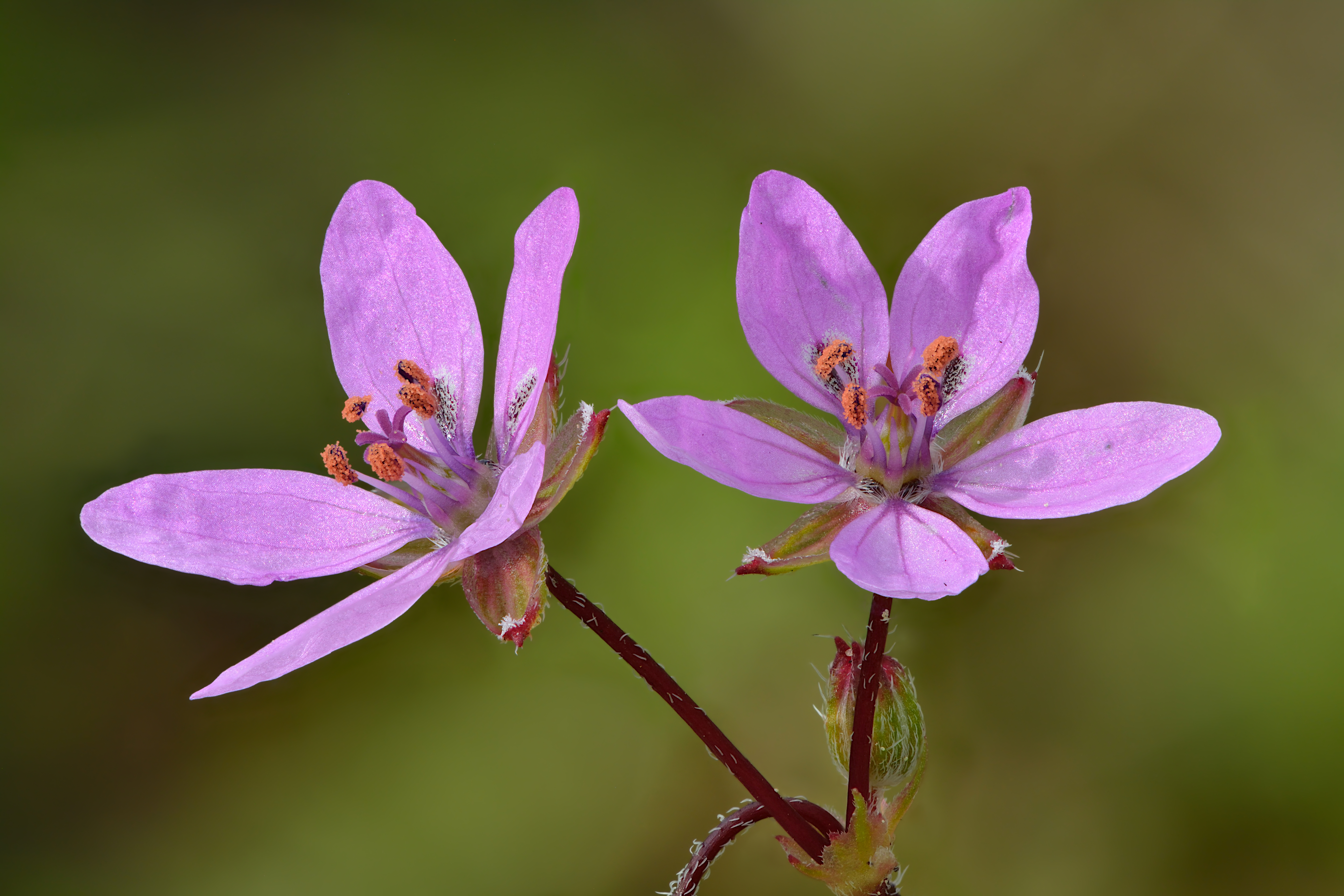
Kwiaty

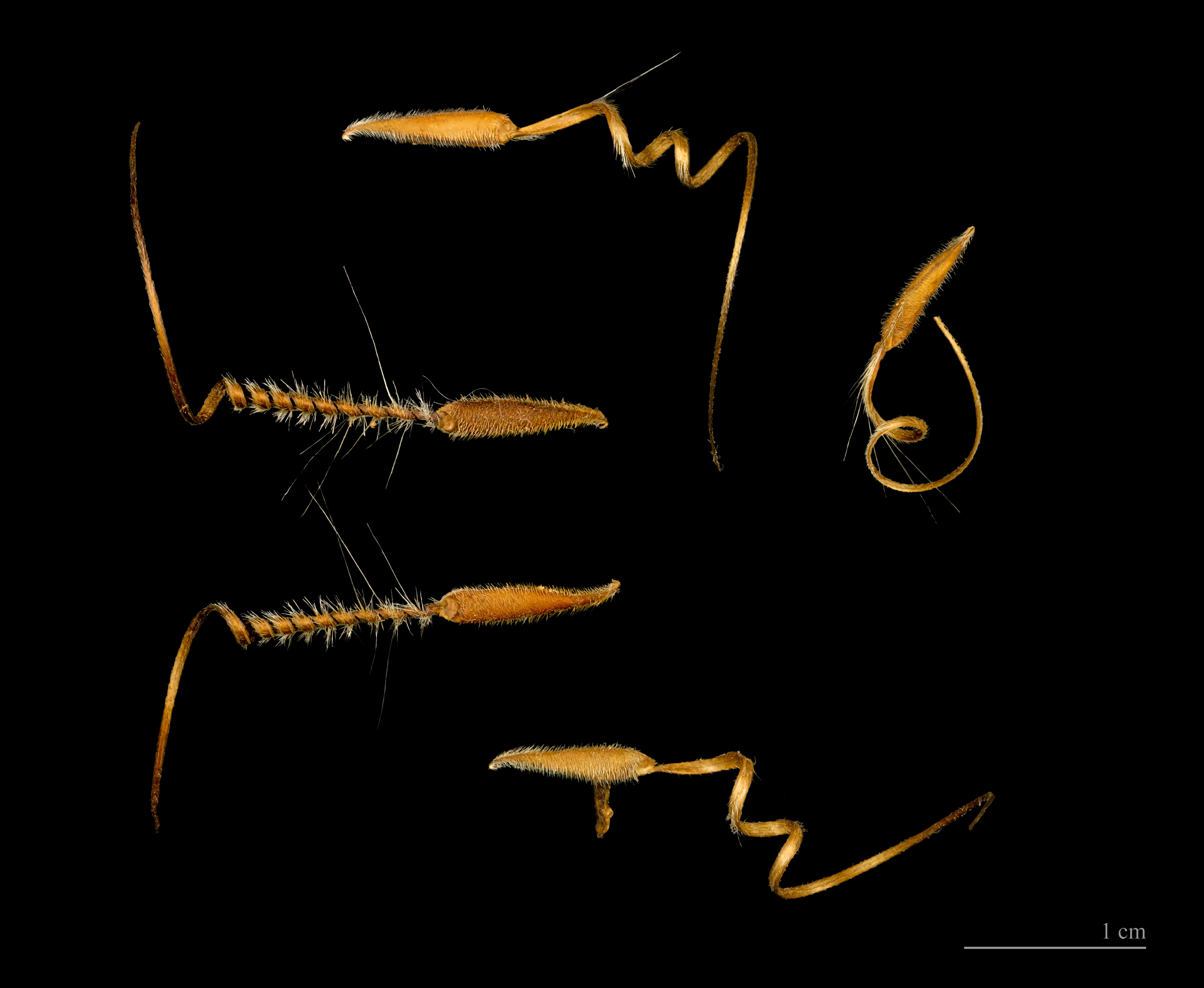
Rozłupki

Nasiono

ŁodygaWzniesiona lub rozesłana o wysokości od 10 do 50 cm. Jest pokryta długimi i miękkimi włoskami, a w górnej części również gruczołami.
LiścieOdziomkowe o ogonkach krótszych od blaszek tworzą rozetę, liście łodygowe wyrastają naprzemianlegle i ku górze są coraz mniejsze. Mają nieparzystosieczne blaszki liściowe o odcinkach krótkoogonkowych lub siedzących i głęboko podwójnie pierzastodzielnych.
LiścienieOkrągłe, 2–3-klapowe z zaokrąglonymi, lekkimi wcięciami.
KwiatyZebrane w baldachokształtne kwiatostany liczące po 5–10 kwiatów na długich szypułkach. Kwiaty nieco grzbieciste, purpurowe, niekiedy białe lub z plamami barwnymi, o pięciu jajowatych płatkach korony bez paznokcia, dłuższych od działek kielicha. Wewnątrz kwiatu 5 płodnych i 5 płonnych pręcików, przy czym te ułożone międzylegle w stosunku do płatków korony mają u nasady gruczołki, te zaś, które są naprzeciwległe płatkom, mają nitkę w nasadzie nagle rozszerzoną. Działki kielicha gruczołowato owłosione, lancetowate lub podługowate, o błoniastych brzegach z kończykiem na szczycie.
OwocDługi, iglasty charakterystyczny owoc – rozłupnia z długim dzióbkiem rozpadająca się na 5 rozłupek z długą, śrubowato skręcającą się ością. Pęka od strony brzusznej podłużną szczeliną. Jedna roślina wytwarza 200–600 gładkich, jasnobrązowych nasion.

## Biologia i ekologia

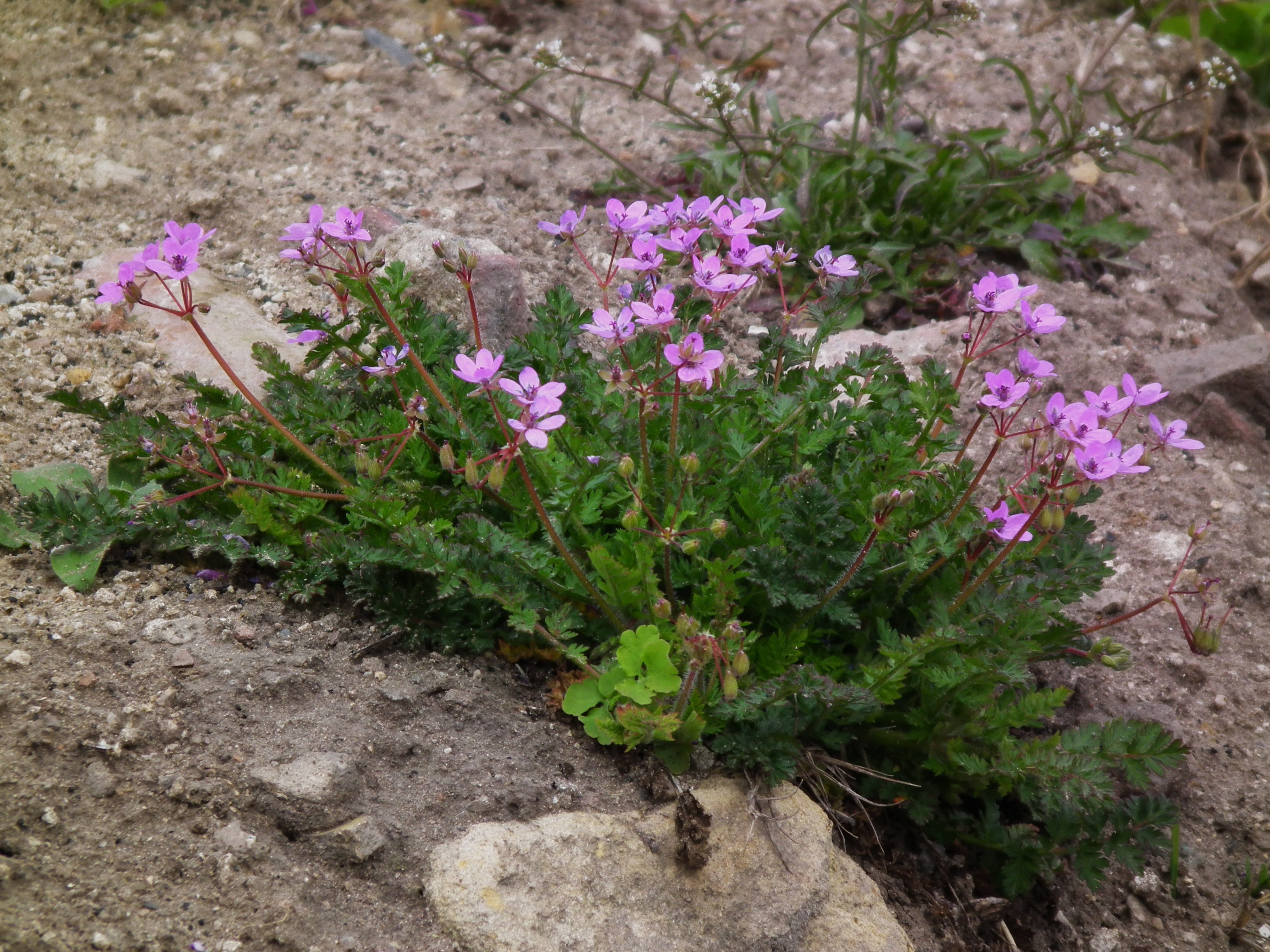
Pokrój

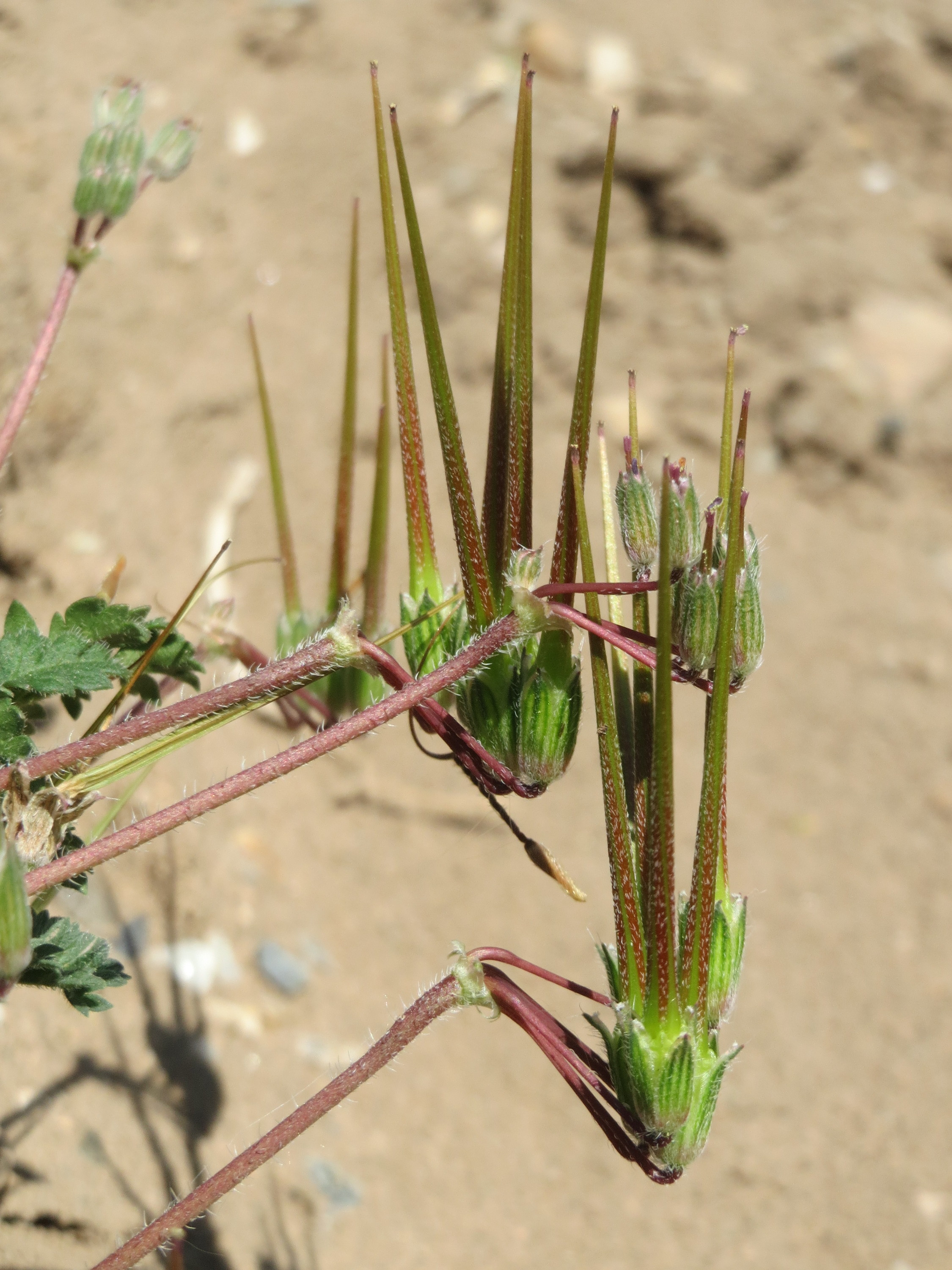
Dojrzewające owoce

RozwójHemikryptofit. Roślina jednoroczna lub dwuletnia. Kwitnie od kwietnia do października. Roślina samosiewna. Rozmnaża się przez nasiona. Owoce po dojrzeniu są wyrzucane na odległość ponad 1 m. Ość rozłupki skręcająca się podczas zmiany wilgotności wciska nasienie w ziemię ułatwiając jego kiełkowanie. Nasiona w glebie dość długo zachowują zdolność kiełkowania.
SiedliskoRoślina azotolubna, preferująca gleby lekkie, przewiewne, zasobne w azot. Występuje głównie na siedliskach ruderalnych i  segetalnych; w murawach ciepłolubnych i napiaskowych, na miedzach, ugorach, nieużytkach jako chwast na polach w uprawach roślin zbożowych i okopowych, na nadrzecznych kamieńcach, torowiskach kolejowych i trawnikach. W uprawach najczęściej wyrasta na zagonach roślin zbożowych i okopowych oraz w koniczynie i kukurydzy.
Jest rośliną żywicielską larw motyla modraszka agestisa.
Skład fitochemicznyZiele zawiera nieco kofeiny, garbniki, sole mineralne, kwas galusowy, cytrynowy, jabłkowy, witaminę C i niewielkie ilości prowitaminy A.
GenetykaLiczba chromosomów 2n = 40.

## Szkodliwość i zwalczanie
Nie jest szczególnie uciążliwym chwastem, jednak należy ją zwalczać. Bardzo szybko bowiem rozmnaża się przez nasiona i pobiera z podłoża sporo składników i wodę, a ponieważ szybko rośnie, zagłusza siewki roślin uprawnych. Ponadto jej silne palowe korzenie mogą utrudniać zbiory roślin okopowych.
Jest dość odporna na herbicydy, najważniejsza jest zatem profilaktyka i zwalczanie metodami agrotechnicznymi. W profilaktyce ważne jest unikanie przenawożenia azotem i odkwaszanie gleby, iglica preferuje bowiem gleby o dużej zawartości azotu i kwaśne. Ponieważ najobficiej kiełkuje wiosną i jesienią, w jej zwalczaniu pomagają systematyczne zabiegi agrotechniczne – podorywka, wiosenne bronowanie i jesienna orka. Do siewu należy używać materiału siewnego oczyszczonego z nasion chwastów. Jeśli nawozi się pole kompostem lub obornikiem, powinien on być dobrze rozłożony i przefermentowany. Na niewielkich powierzchniach można iglicę usuwać ręcznie (najlepiej przed kwitnieniem).

## Zastosowanie
- Jest rośliną miododajną, z tego powodu czasami obsiewa się jej nasionami nieużytki jako pożytek dla pszczół[4].
- W niektórych krajach bywa uprawiana na siano dla owiec[4].
- W medycynie ludowej wykorzystywano ją jako roślinę leczniczą przy zwalczaniu gorączki i chorób reumatycznych oraz jako środek przeciwkrwotoczny i moczopędny[4].